# Before I Forget
Before I Forget – singel zespołu Slipknot promujący album Vol. 3: (The Subliminal Verses). Powstał w roku 2005. W 2006 roku grupa otrzymała za niego nagrodę Grammy w kategorii "Best Metal Performance"

## Lista utworów
1. "Before I Forget" (Single Mix) – 3:37
2. "Before I Forget" (Full-Length Single Mix) – 4:23